# International Petroleum Company
La International Petroleum Company (IPC, en español: «Compañía internacional de Petróleo») fue una empresa petrolera filial de la Standard Oil de New Jersey con sede en Toronto, Canadá. Comenzó a operar en Perú en reemplazo de la británica "London Pacific Petroleum" y estuvo activa entre 1914 y 1969. En ese país, explotó el yacimiento de La Brea y Pariñas y otros más, estableciendo en Talara su centro de procesamiento y refinería para la elaboración de derivados petrolíferos. 
La empresa fue protagonista de un fuerte escándalo al negarse a pagar el monto total de los impuestos a los que se encontraba obligada, según el Estado peruano. Incluso, logró ventajosas excepciones gracias a sucesivos gobiernos de corte pro-Estados Unidos. En agosto de 1968, durante el primer gobierno de Fernando Belaúnde Terry, se firmó el Acta de Talara, por el cual la IPC devolvió al Estado peruano los campos petrolíferos, pero conservó la refinería de Talara y la red de distribución del combustible. Poco después, estalló el escándalo de la «Página Once», en torno a una supuesta página faltante del contrato de la venta de crudos entre la pública Empresa Petrolera Fiscal y la IPC, y se acusó al gobierno de favorecer furtivamente a esta última. En ese mismo año, tras el golpe de Estado del 3 de octubre que depuso a Belaúnde y llevó al poder a Juan Velasco Alvarado, este último ordenó la toma militar de las instalaciones de Talara. IPC cesó sus operaciones en el país; sus bienes expropiados se transformaron en Petróleos del Perú (Petroperú). No obstante, la IPC nunca pagó sus adeudos al Estado.

## Instalación en el Perú
En 1914, la International Petroleum Company (IPC), subsidiaria de la Standard Oil de New Jersey, obtuvo de la empresa británica London Pacific Petroleum los derechos de arrendamiento de los yacimientos petrolíferos de La Brea y Pariñas, situadas en el departamento de Piura, en la costa norte del Perú, y en 1924 compró los yacimientos a los herederos de William Keswick, el antiguo propietario.
La IPC exploró y explotó la riqueza petrolífera, monopolizando la extracción, conducción, refinación, distribución, comercialización y exportación de los productos. Instaló plantas de ventas y grifos en todo el país; construyó dos muelles en el puerto de Talara; y compró barcos para la distribución de los combustibles a todo el país.

## El escándalo de los impuestos
Ya en 1911, cuando todavía la London Pacific Petroleum tenía a su cargo el yacimiento de La Brea y Pariñas, el Estado peruano descubrió que esta empresa venía explotando, desde años atrás, muchísimos más lotes o pertenencias que las registradas oficialmente: en total explotaba 41.614 pertenencias, de 40.000 m² cada una, pero solo figuraban en el registro 10 pertenencias (esto último debido a un presunto error de la medición de los terrenos realizada en 1888). En términos monetarios, el monto real del impuesto a pagar era de S/.1.248.420,00 al año (a razón de S/. 30 por pertenencia), pero solo S/.300 era lo que venía pagando la empresa hasta entonces. Pese a la evidencia, los propietarios y arrendatarios de La Brea y Pariñas se negaron a pagar los impuestos a los que estaban obligados según las leyes peruanas, apelando incluso a la reclamación diplomática, haciendo intervenir en su favor a los gobiernos de Estados Unidos y Gran Bretaña, lo que fue visto como un ejemplo pernicioso de la injerencia del capitalismo anglo-norteamericano en los asuntos internos del Perú.
El segundo gobierno de José Pardo (1915-1919) se vio obligado a encarar la solución de este asunto, en momentos en que la IPC provocaba una crisis en la industria del petróleo al paralizar la explotación de 30 pozos en Negritos con el consiguiente despido de obreros y empleados y carestía de combustible.
El 26 de diciembre de 1918 las dos cámaras del Congreso del Perú aprobaron la Ley N.º 3106, que autorizaba al Estado a someter el asunto a un arbitraje internacional, decisión controversial, ya que el gobierno peruano se despojaba de sus facultades soberanas para resolver un asunto interno, llevándolo a la jurisdicción internacional. Pero poco después, en julio de 1919, subió al poder el señor Augusto B. Leguía, político notoriamente pronorteamericano, que no quiso cumplir con la ley congresal y prefirió llegar a un acuerdo transaccional.

## El Laudo de París
El acuerdo transaccional entre el Estado peruano y la IPC fue firmado el 2 de marzo de 1922, entre el canciller peruano Alberto Salomón y el representante inglés A. C. Grant Duff. Este convenio fue presentado al Tribunal Arbitral, que se reunió en París y estuvo conformado por el presidente de la Corte Federal Suiza y los representantes del gobierno peruano e inglés. El 24 de abril de dicho año de 1922, sin mayor discusión, aprobaron el Convenio Transaccional al que otorgaron el carácter de Laudo, cuyas condiciones obligaban a las altas partes contratantes como solución a la controversia.
Los acuerdos del llamado Laudo de París eran los siguientes:
1. La propiedad de "La Brea y Pariñas" comprendía una extensión de 41.614 pertenencias y abarcaba el suelo y subsuelo o zona mineralizada.
2. Los propietarios y arrendatarios abonarían durante 50 años la cantidad de treinta soles anuales por pertenencia en trabajo y un sol por pertenencia no trabajada. Las pertenencias que dejaran de ser explotadas pagarían un sol y las que fueran abandonadas pasarían a poder del gobierno.
3. Los propietarios y/o arrendatarios pagarían el impuesto de exportación correspondiente, el que no podría ser aumentado durante veinte años.
4. Los propietarios sólo pagarían un millón de pesos, oro americano, por contribuciones devengadas al 31 de diciembre de 1921. A su vez el gobierno del Perú dejaba sin efecto resoluciones anteriores que se opusieran al espíritu y ejecución de lo aquí estipulado.

Este laudo arbitral era a todos luces adverso a los intereses del Perú, pues establecía un régimen de excepción tributaria para los dueños y explotadores de La Brea y Pariñas. El Fisco dejó así de recibir sustanciosas cantidades de dinero como impuestos. El gobierno de Augusto B. Leguía sentó así un precedente de sumisión a los intereses estadounidenses que daría motivo a protestas nacionalistas a lo largo de varias décadas.

## Leyes ventajosas
La IPC obtuvo más leyes favorables con ventajosas excepciones, como la Ley 9485 de 1941 y la Ley 11780 de 1952. El gran malestar popular causado por esta situación se convirtió en la bandera de lucha de jóvenes líderes como Héctor Cornejo Chávez, Alfonso Benavides Correa y Fernando Belaúnde Terry, que cimentaron así su carrera política entre 1956 y 1962.

## El Acta de Talara
En 1963 ganó las elecciones presidenciales el arquitecto Fernando Belaúnde Terry, una de cuyas promesas de su campaña electoral fue la solución del viejo pleito de La Brea y Pariñas. Como primer paso envió al Congreso un proyecto para declarar nulo el Laudo de París y solicitó que los campos de La Brea y Pariñas pasaran a poder de la Empresa Petrolera Fiscal (entidad estatal). Atendiendo a este pedido, el Congreso dio la Ley N.º 14.696, que declaraba nulo ipso jure el Laudo, pero no se pronunció sobre el segundo punto. El Poder Ejecutivo promulgó la ley el 4 de noviembre de 1963, quedando así autorizado para buscar una solución al viejo problema. Finalmente, por Ley 16.674 del 26 de julio de 1967, se autorizó al gobierno la reivindicación de los yacimientos e instalaciones de la IPC contra los adeudos.
En julio de 1968 el gobierno inició tratos con la IPC. El 13 de agosto del mismo año ambas partes firmaron el Acta de Talara por el cual todos los campos petroleros pasaban a poder de la Empresa Petrolera Fiscal (EPF) a cuenta de los adeudos de la IPC, pero esta conservaba la refinería de Talara, el sistema de distribución nacional del combustible y sus derechos de condominio en Concesiones Lima. La IPC se obligaba a comprar todo el petróleo que la EPF le quisiera vender, para procesarla en su refinería de Talara. Todo lo cual iba contra las expectativas creadas por la Ley 16.674, que exigía la entrega de todas las instalaciones de la IPC por sus adeudos, pero por el momento el gobierno usufructuó el acuerdo ante la opinión pública como si se tratara de un gran éxito.
El Acta fue firmada por el presidente Belaúnde, por el presidente del Senado Carlos Manuel Cox, por el presidente de la Cámara de Diputados Andrés Townsend Ezcurra y por los altos funcionarios de la IPC. Toda la prensa se hizo eco de este suceso y publicaron en primera plana el fin del "Problema de la Brea y Pariñas".

## El escándalo de la Página Once
Sin embargo, la opinión pública cambió de parecer cuando la revista Oiga dio a conocer la “historia secreta” de las condiciones que había impuesto la IPC para la firma del Acta. El momento cumbre del escándalo llegó cuando el renunciante presidente de la EPF, el ingeniero Carlos Loret de Mola, denunció que faltaba una página en el contrato de precios de petróleo crudo entre la Empresa Petrolera Fiscal EPF y la IPC (10 de septiembre de 1968). Esa fue la famosa "Página Once", en donde, según la versión que halló más acogida entre el público, se acordaba un precio del barril muy por debajo del precio del mercado, en beneficio de la IPC. Todo lo cual daba pábulo para acusar al gobierno de “entreguismo”. Sin embargo, todo indica que dicha página nunca existió o que solo fuera una página en blanco o que solo contenía una firma.
Lo único cierto es que la misteriosa Página Once sirvió de pretexto para que un grupo de oficiales del ejército, encabezados por el general Juan Velasco Alvarado, dieran un golpe de Estado el 3 de octubre del mismo año, acusando al gobierno de Belaúnde de “entreguista”.

## La ocupación militar de las instalaciones de Talara
El 9 de octubre de 1968, el gobierno del general Velasco ordenó la toma de las instalaciones de la IPC en Talara, incluyendo la refinería, operación que realizaron las fuerzas de la Primera Región Militar con sede en Piura, al mando del general Fermín Víctor Málaga Prado. Este hecho tuvo un gran impacto favorable en el país y ayudó al gobierno a consolidarse en el poder. La fecha del 9 de octubre se celebró durante los años que duró el gobierno militar como el Día de la Dignidad Nacional, siendo abolida tras la restauración democrática de 1980. Sin embargo, continúa siendo considerado un día festivo no laborable en la ciudad de Talara.

## Expulsión e indemnización
La IPC entabló un proceso al Estado peruano reclamando sus intereses. No obstante, el Gobierno peruano dispuso el embargo y expulsión definitiva de la empresa el 1 de febrero de 1969. La IPC perdió el resto que le quedaba: su condominio en Concesiones Lima y su red de distribución de combustibles. El valor de los bienes expropiados se cargó contra el monto del presunto adeudo tributario de la empresa. Aunque Velasco anunció reiteradamente que no pagaría ningún centavo de reparación a la IPC, esta tuvo la habilidad de resarcirse de 22 millones de dólares a cuenta de las expropiaciones de la siguiente manera: remesó hasta 5 millones de dólares por concepto de deudas concertadas en el exterior, y dejó de pagar a la Empresa Petrolera Fiscal unos 17 millones de dólares por los servicios de refinamiento en la ya nacionalizada refinería de Talara. Cuando finalmente la IPC fue intervenida, las autoridades peruanas se dieron con la sorpresa de que todas sus cuentas estaban en rojo, no hallando nada para hacerse de algún pago.
Además, se anunció la firma del llamado Convenio De la Flor-Greene, firmado entre los gobiernos peruano y estadounidense el 9 de agosto de 1973, por el que se acordó que el Perú pagaría una indemnización global de 76 millones de dólares a todas las empresas estadounidenses o de propiedad de ciudadanos estadounidenses que habían sido expropiadas por el Gobierno peruano. Si bien la dictadura militar fue tajante al afirmar que la IPC (que era filial de la Standard Oil of New Jersey—renombrada en 1973 como Exxon Corporation—), no estaba incluida entre esas empresas, lo cierto es que el convenio estipulaba que la repartición de todo ese monto indemnizatorio era de exclusiva competencia del Gobierno de Estados Unidos. Y, en ejercicio de esa atribución, el 18 de diciembre de 1974, el Tesoro estadounidense pagó a Exxon Corporation más de $23 157 000. En contradicción a las afirmaciones del régimen, la IPC llegó realmente a ser indemnizada, y esta operación se dio dejando a ambas partes satisfechas. Cabe finalmente señalar, que para pagar esa indemnización global de 76 millones de dólares, el Gobierno peruano obtuvo un préstamo de bancos privados estadounidenses. Detrás de todas estas operaciones, tuvo participación notoria un fuerte lobby armado por la IPC en Estados Unidos.
En cuanto a los adeudos que la IPC tenía con el Estado (que contando desde 1924 se estimaban en $690 524 000), estos nunca llegaron a pagarse.
Con respecto a los yacimientos petrolíferos de La Brea y Pariñas, estos se encontraban ya en franca declinación productiva. La refinería de Talara ya para entonces estaba muy obsoleta, y su capacidad de procesamiento era solo de 40 000 barriles diarios. Teniendo como base todo ello, la dictadura militar creó la entidad estatal Petróleos del Perú (PETRO-PERU).